# Nautilocorystes
Nautilocorystes là một chi cua gồm 2 loài trong phân họ Thiinae của họ Carcinidae hoặc phân họ Nautilocorystinae của họ Thiidae.

## Lịch sử phân loại
Chi này từng được xếp trong họ Corystidae. Việc chuyển Nautilocorystes sang họ Thiidae là bắt buộc bởi cấu trúc của phần bụng cua đực (các đốt 3-5 hợp nhất), với chân giao cấu 1 ngắn, mập mạp cùng chân giao cấu 2 ngắn. Những đặc trưng này có nghĩa là vị trí truyền thống của nó trong họ Corystidae là không thể biện hộ, mặc cho hình dạng mai rất giống nhau cũng như các râu hình chỉ của chúng.

## Các loài
Chi này gồm 2 loài, phân bố trong hai khu vực biệt lập, từ Namibia tới Nam Phi và từ Ấn Độ tới Đông Nam Á.
- Nautilocorystes investigatoris Alcock, 1899: Ấn Độ tới Philippines.
- Nautilocorystes ocellatus (Gray, 1831): Namibia và Nam Phi.